# Tiziana Rivale
Tiziana Rivale, właśc. Letizia Oliva (ur. 13 sierpnia 1959 w Formii) – włoska piosenkarka, zwyciężczyni Festiwalu Piosenki Włoskiej w San Remo w 1983 roku z piosenką „Sarà quel che sarà”.

## Życiorys i kariera artystyczna
Zaczęła śpiewać w wieku 11 lat, a po kilku konkursach rozpoczęła występy z rockowym zespołem Rockollection. Po trzech sezonach występów z zespołem teatralnym Gina Bramieri w 1982 roku wzięła udział w konkursie Tre voci per Sanremo, który wygrała, dzięki czemu została dopuszczona do Festiwalu Piosenki Włoskiej w San Remo w roku następnym. W 1983 roku wygrała festiwal z piosenką „Sarà quel che sarà”, autorstwa spółki Roberto Ferri i Maurizio Fabrizio (ten ostatni był autorem piosenki „Storie di tutti i giorni”, która zwyciężyła w roku 1982.
Wydała następnie swój pierwszy album, Tiziana Rivale, a w 1986 roku kolejny – Contact.
W 1988 roku wydała Destiny, album koncepcyjny w języku angielskim, po czym przeniosła się na cztery lata do Los Angeles, gdzie nagrywała ścieżki dźwiękowe i dubbingi. Po powrocie do Włoch wydała w 1995 roku singel „É finita qui”, a w 1996 – album Con tutto l’amore che c’è z premierowymi piosenkami oraz coverami. W latach 1997–2003 uczestniczyła jako stały gość w programach Ci vediamo in tivù, Alle 2 su Raiuno oraz Paolo Limiti Show. W 1998 roku wydała album Angelo biondo, zawierający covery włoskie i światowe.
W 2006 roku odbyła tournée z rockowym zespołem Rewind, a w 2008 koncertowała samodzielnie, śpiewając po angielsku.
30 czerwca 2017 roku ukazał się jej podwójny album, Contatto – Ieri, Oggi e Domani. Pierwsza z płyt albumu stanowi remastering wydawnictwa z 1986 roku, drugi natomiast zawiera największe przeboje artystki oraz nagrania premierowe.